# Otto Prossinger

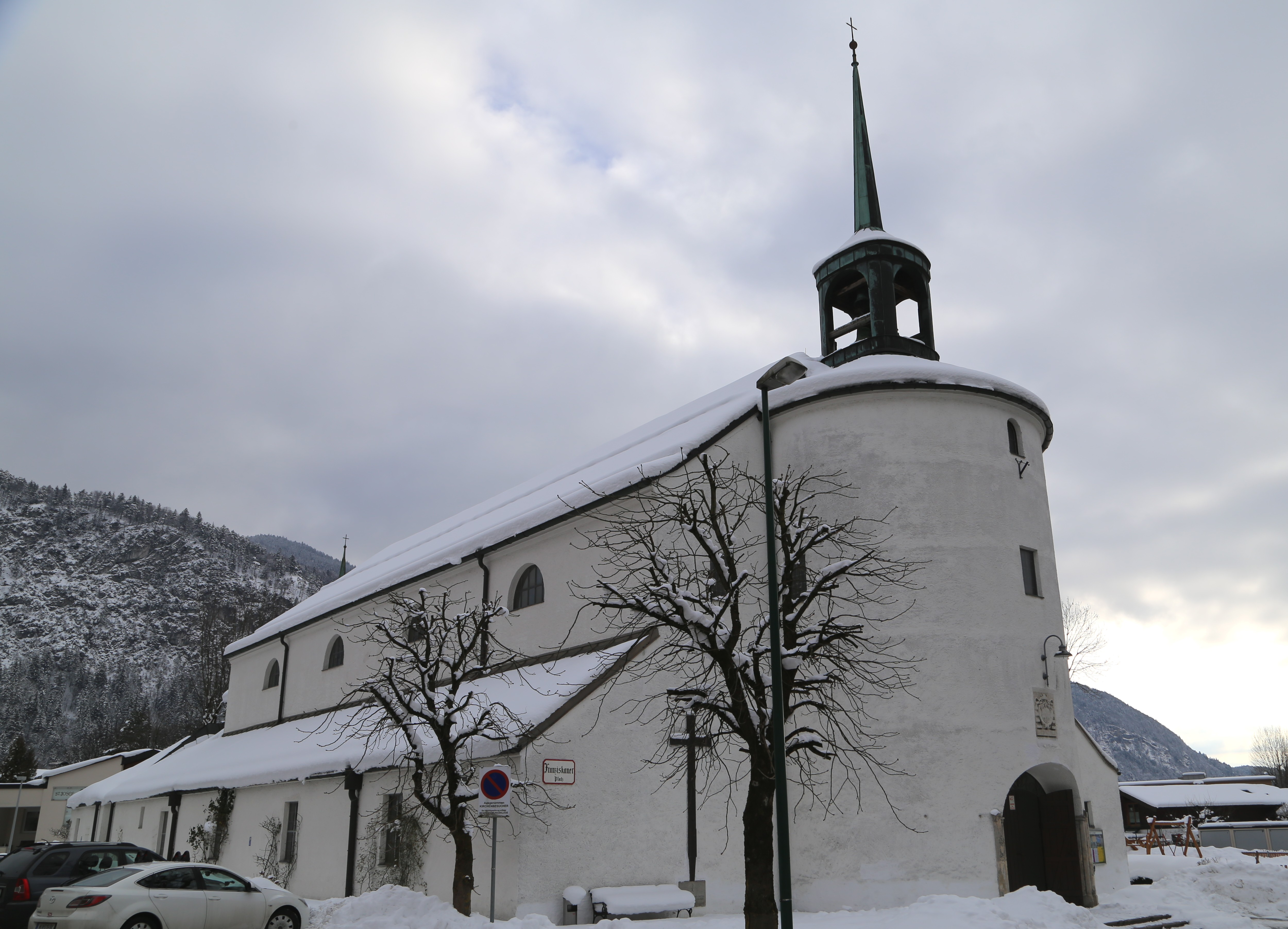
Pfarrkirche hl. Josef in Kufstein-Sparchen

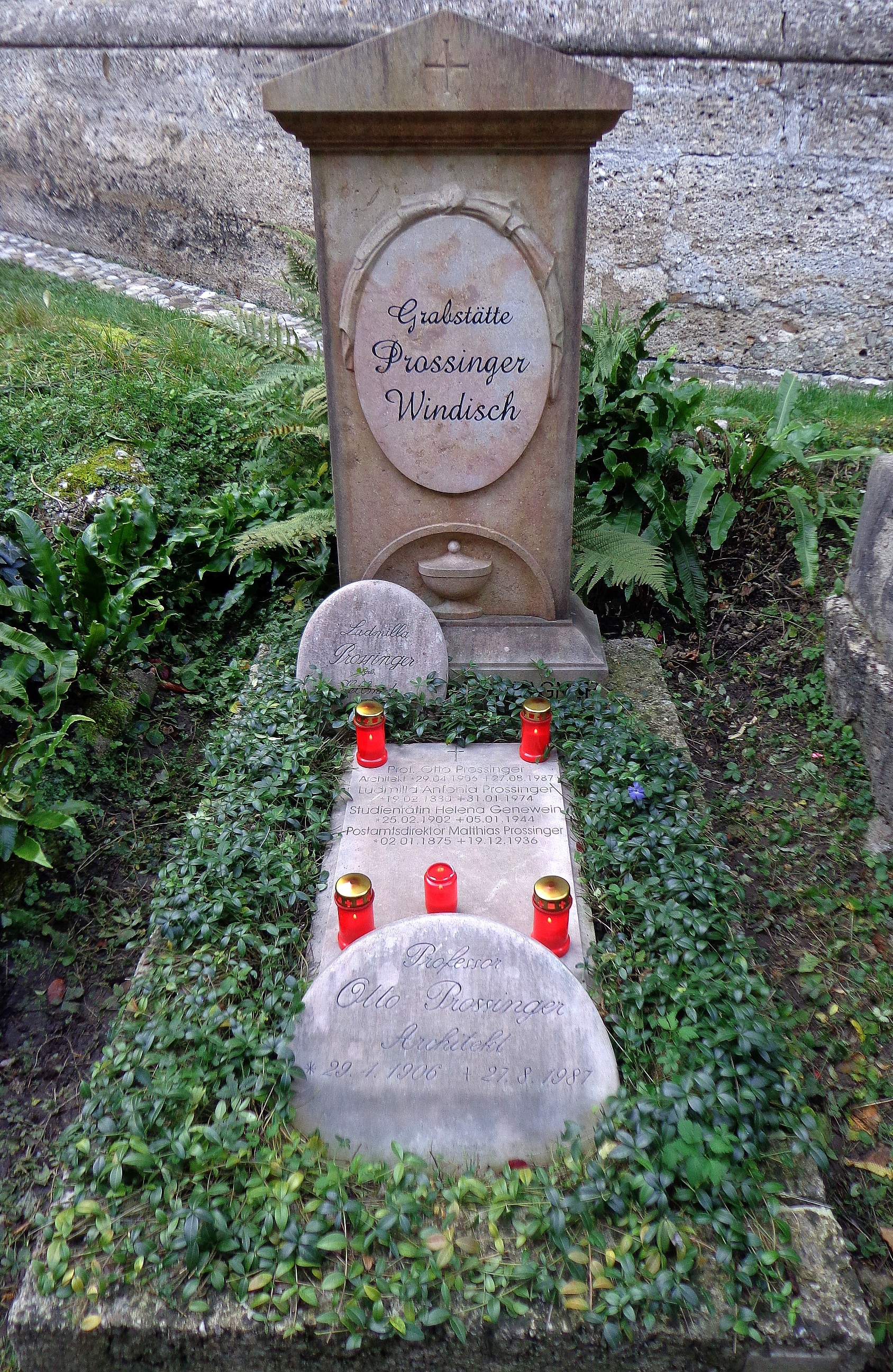
Petersfriedhof Salzburg – Grab von Otto Prossinger

Otto Prossinger (* 29. April 1906 in Bihać, Bosnien und Herzegowina; † 27. Juni 1987 in Salzburg) war ein österreichischer Architekt.
Er absolvierte die Staatsgewerbeschule in Salzburg und lernte 1927–1930 an der Meisterschule Peter Behrens an der Wiener Akademie der bildenden Künste. Seit 1933 war er selbständiger Architekt in Salzburg.
„Prossinger gehört zu jenen Salzburger Architekten, die aus der intimen Kenntnis der lokalen Bautradition und im Sinne der Münchner Schule eine neue versachlichte Architektur der Einbindung schaffen wollten. Dazu gehört auch die Variation und Neuinterpretation alter Architekturelemente“ (Friedrich Achleitner).
Prossinger erbaute das Haus des Malers Albert Birkle am Gersbergweg in Salzburg, er integrierte die bekannte Terrasse des Cafe Tomaselli (1937/38) und gestaltete das Hotel Goldener Hirsch (1945/46) außen und innen neu. 1953/54 entstand nach seinen Plänen die Pfarrkirche Kufstein-Sparchen. 1964 leitete und gestaltete er die Umbauten und Ausbauten der Universität. Er ist auf dem Petersfriedhof Salzburg begraben.